# 白石涼子の聞かなきゃ☆そん♪Song!
『白石涼子の聞かなきゃ☆そん♪Song!』（しらいしりょうこの きかなきゃそんそん）は、文化放送で土曜日の深夜に、またナイターオフ期に一部のNRN系列局にて放送されていたアニラジ番組。2005年（平成17年）3月31日から2010年（平成22年）4月3日まで放送された。
文化放送での最終回は生放送を行った。
番組テーマソングは「感じるパワー」（アルバム『GRITTER』所収）。歌詞をリスナーから募集し、それを白石が編集して作曲している。

## コーナー
うりょっち May Be Tomorrow
白石涼子が明日、将来、そのうち・・・ビッグアーティストになるために修行するコーナー。普段はスタッフが考えたムチャクチャなアーティスト修行メニューをこなすだけだが、白石が新曲やCDをリリースする時に発表する場でもある。このコーナーのおかげかは分からないが、最近は着実にアーティスト活動を行っている。
Count そん♪Song! Down
毎週、「○○なアニソンといえば？」という設けられたテーマでリスナーから投票を募集。2位、3位はさわりだけ流し、1位をほぼフルコーラスで流す。たまに特殊なテーマにより、違う場合もある。他番組と違い、最新の曲ではなく懐かしいアニソンが流れることが多いためファンに重宝されている（オープニングコールは上野智広アナウンサーが担当している）。
うりょっち Today
パーソナリティーが最近思っていることを自ら選んだ曲と共に紹介するコーナー。自ら選ぶ曲のため、アニソンに限らずJ-POPなどもかかる。
フリートーク（ふつおた紹介）
ふつおたの紹介。その前にはリスナーがリクエストしたアニソンや最新で他番組ではそれ程押されていないアニソンをかける。最近では、白石が他の声優から聞いてきた好きなアニソンをかけたりもする。
そん♪Song Non Stop Recommendation
リスナーが忘れた頃にやってくる、ごくまれにしかやらないコーナー。「○○特集」というテーマとそれに沿った3曲のアニソンのリクエストを募ってその3曲を一気にかける。テーマだけリクエストすると番組のスタッフが選曲してかけてくれる。
うりょっち On Air Battle!
パーソナリティが選曲した曲のオンエアを賭けて、様々なチャレンジを行うコーナー。成功すれば無事その曲がオンエアされるが、失敗した場合はスタッフが微妙な歌唱力で歌ったカラオケ曲がオンエアされてしまう。
ゲストコーナー
この番組にゲストが来る頻度は少ない。その分、他番組より濃密で長い時間をゲストと過ごしている。

### 終了したコーナー
うりょっち Only Yesterday
パーソナリティーが好きだったアニソンを歌詞の朗読とともに紹介するコーナー。
そん♪Songイントロ道場
イントロをほんの少し流し(僅か約1秒間程度)、その曲名を当てる。番組中2回行われる。

## ゲスト
- 2005年4月7日 - UNSCANDAL
- 2005年5月26日 - unicorn table
- 2005年8月18日 - 牧野由依
- 2005年9月1日 - POM
- 2005年9月8日 - Pallet（依田恵理子、阿部玲子、三好りえ、近藤佳奈子）
- 2005年9月22日 - TAMAGO
- 2005年10月13日 - 野本かりあ
- 2005年11月24日 - 小出由華、白川りさ
- 2005年12月15日 - angela
- 2005年12月22日 - 野中藍
- 2005年12月29日 - 高橋洋子
- 2006年6月22日 - 米倉千尋
- 2006年7月20日 - 井ノ上奈々
- 2006年8月10日 - 小清水亜美
- 2006年10月26日 - 下川みくに、松ヶ下宏之[guest 1]
- 2006年12月7日 - angela[guest 2]
- 2007年1月4日 - 鹿野優以
- 2007年1月18日 - 村田あゆみ
- 2007年2月1日 - 皆川純子
- 2007年3月29日 - 福井裕佳梨
- 2007年5月10日 - angela
- 2007年7月12日 - 福圓美里、松崎亜希子
- 2007年8月2日 - 影山ヒロノブ
- 2007年9月6日 - 南かなこ、鹿野優以
- 2007年10月11日 - 桃井はるこ
- 2007年10月25日 - 片岡あづさ
- 2007年12月6日 - angela
- 2008年3月13日 - 野中藍
- 2009年5月16日 - ELISA
- 2009年6月6日 - 桑谷夏子
  - この番組にとって、アニソンとはアニメ主題歌だけでなく、特撮やゲームの曲。また、声優やアニソン歌手のノンタイアップ曲も含む。

注釈
1. ↑  NapsaQとしての出演
2. ↑  atsukoが風邪をひいたため、KATSUのみが登場

## 箱番組
2008年1月からは前半枠が26:20前後から10分間、後半枠が26:40前後から10分間の放送。
2006年4月から2007年末まではミニ番組が1つだったため、後半枠の26:40前後から10分間の放送のみであった。なお、片岡あづさのわたしにやさしい時間は2007年9月ごろから26:35前後から15分間の放送だったため、2008年からは放送時間が短縮されていることになる。しかし、2009年3月28日放送分をもって一旦番組内フロート箱番組は中断している。

### 終了
- 小林ゆうの小林文明（2008年4月4日 - 2009年3月28日、パーソナリティ:小林ゆう）[Supplement 1]
- 後藤沙緒里の緑のささやき（松来未祐と金田朋子のRADIOデコピンないと2から継続 - 2005年12月29日、パーソナリティ:後藤沙緒里；後半枠）※1
- 真優のラムネがうまく飲めません（2005年3月31日 - 9月29日、パーソナリティ:真優；前半枠）
- 稲村優奈のぽか☆ぽか☆プリン!（2005年10月20日 - 2006年3月30日、パーソナリティ:稲村優奈；前半枠）[Supplement 2]
- 工藤晴香のヘビーPOPコミック!（2005年10月20日 - 2006年3月30日、パーソナリティ:工藤晴香；前半枠）[Supplement 2]
- 井口裕香のG GIRL FRIENDS!（2006年1月5日 - 3月30日、パーソナリティ:井口裕香；後半枠）[Supplement 2]
- 井口裕香 今日からコナミっ子（2006年4月6日 - 12月28日、パーソナリティ:井口裕香；後半枠）
- 福井裕佳梨 よかったさがし（2007年1月4日 - 4月5日、パーソナリティ:福井裕佳梨；後半枠）[Supplement 3]
- 片岡あづさのわたしにやさしい時間（2007年4月12日 - 2008年3月27日、パーソナリティ:片岡あづさ；後半枠）
- ラジオ・プリズムアウェイク（2008年1月3日 - 2008年3月27日、パーソナリティ:桃井はるこ、村田あゆみ；前半枠）

補足
1. ↑  毎週火曜日更新のWebラジオで30分の拡大版を放送していた。
2. 1 2 3  この3番組は関西地区のラジオ関西で2005年10月 - 2006年3月の週刊!アニたま金曜日の内包番組として19:30頃 - 19:40頃にかけて放送されていた。
3. ↑  福井裕佳梨・川本成のカニフラワーに改名し独立。時間も30分に拡大して日曜23:30から放送されていた。

## 番組のエピソード
- 毎年白石涼子の誕生日に近い放送分は生放送になる。なお、2008年は白石の誕生日に一番近い放送日（2008年9月4日放送分）が聴取率調査週間の2週目に当たってしまったので、翌週の2008年9月11日の深夜（正確には明けて9月12日の未明）に生放送を行なった。ところが、その放送分で放送時間変更の告知を発言した。その翌週の2008年9月18日深夜放送分（正確には明けて9月19日の未明）で「10月4日～毎週土曜日深夜27時（明けて日曜日の午前3時）にお引越しします」と、正式に放送日・時間の変更を告知した。これに伴いこの番組の前々身である「超ULTRA電脳学院★山桜ベイベー!!」から続いてきた木曜深夜2時の1時間アニラジ枠は2008年9月25日深夜放送分をもって一旦幕を閉じることとなった（2008年10月～の毎週木曜深夜2時枠の番組については現時点で不明）。過去の生放送には後続番組のパーソナリティ演歌歌手の南かなこがスタジオに生乱入することが毎回あった（当時「日野ミッドナイトグラフィティ 走れ!歌謡曲」の金曜早朝パーソナリティだったため。2008年3月28日放送分をもって番組を卒業）。
- 2005年3月にA&G 超RADIO SHOW～アニスパ!～の中で浅野真澄がこの番組の放送開始を告知する際に「あの娘も名前に恵まれないよね。ふんたららんとか☆そん♪SONG!とか」と言った事があった。

## ネット局
- 2005年3月31日の放送開始以来3年半の間文化放送のみで放送されてきたが、2008年9月29日より他4局へラジオアミューズメントパーク内にてネットされるようになった。また、2009年も秋の改編から全国4局へ向けて（前回から福井放送が抜け、代わって北陸放送が追加）ネットが開始される。ネット局に於いては放送時間の都合上、番組の最後半部がカットされている。その為、番組頭から45分ほどすると降りコメント「一部地域でお聞きの皆さんとは、この曲でお別れです」が挿入される。

### 放送終了時のネット局
- NRN系列に配信。文化放送以外のネット局はJRNとのクロスネット。

| 放送対象地域 | 放送局             | 放送時間                 | 放送期間                                                           |
| ------------ | ------------------ | ------------------------ | ------------------------------------------------------------------ |
| 関東広域圏   | 文化放送（制作局） | 毎週土曜日 27:00 - 28:00 | 2005年3月31日 - 2010年4月3日                                       |
| 富山県       | 北日本放送         | 毎週月曜日 21:00 - 21:50 | 2008年9月29日 - 2010年3月27日 （毎年10月 - 3月のみ。一部地域除く） |
| 石川県       | 北陸放送           | 毎週月曜日 21:00 - 21:50 | 2008年9月29日 - 2010年3月27日 （毎年10月 - 3月のみ。一部地域除く） |
| 高知県       | 高知放送           | 毎週月曜日 21:00 - 21:50 | 2008年9月29日 - 2010年3月27日 （毎年10月 - 3月のみ。一部地域除く） |
| 香川県       | 西日本放送         | 毎週月曜日 21:00 - 21:50 | 2008年9月29日 - 2010年3月27日 （毎年10月 - 3月のみ。一部地域除く） |

1. ↑  2008年10月4日放送分より変更。開始当初から2008年9月25日までは、毎週木曜日26:00 - 27:00（開始当初はチェキラ〜CHECK IT OUT〜枠）の放送であった。
2. ↑  時報後に「A&G Dream Push!」が放送されるため、27:01.25から放送が始まる。
3. ↑  ラジオアミューズメントパークの番組内番組扱い。

## 関連番組
WEBラジオ「白石涼子のそん♪Song!ばっく☆とーく」
2008年7月4日より株式会社セントラルミュージックが運営する*Just Clickにて配信開始。毎週火曜日更新。（2008年9月26日配信の第12回までは毎週金曜日更新）
超!A&G+「そん♪Song MUSEUM」
超!A&G+「超!A&Gミュージック+」シリーズで放送されていた「Count そん♪Song! Down」で紹介された曲を振り返る企画。番組には、1年以上前に放送された曲を紹介する、「PAST編」と、前の月に放送された曲を紹介する、「FUTURE編」がある。
- 超!A&Gミュージック+(月)　そん♪Song MUSEUM PAST(2007年9月 - 2009年2月)
- 超!A&Gミュージック+(火) そん♪Song MUSEUM FUTURE(2007年9月 - 2009年2月)
- 超!A&Gミュージック+TV
  - 内山美穂の超!A&Gミュージック+TV(2009年3月 - 2009年9月)
  - 田口香織の超!A&Gミュージック+TV(2009年10月 - 2010年3月)